# Vysoká (Stará Voda)
Vysoká (německy Maiersgrün) je malá vesnice, část obce Stará Voda v okrese Cheb v Karlovarském kraji. Nachází se asi 4,5 kilometru západně od Staré Vody. Vysoká leží v katastrálním území Vysoká u Staré Vody o rozloze 13,53 km², Háj u Staré Vody o rozloze 5,9 km² (dříve obec Grafengrün), Nové Mohelno o rozloze 7,9 km² a Slatina u Staré Vody o rozloze 13,34 km² (dříve obec Lohhäuser).

## Historie
První písemná zmínka o vesnici pochází z roku 1392.

## Obyvatelstvo
Při sčítání lidu v roce 1921 zde žilo 564 obyvatel, z nichž byli čtyři Čechoslováci, 552 obyvatel německé národnosti a osm cizozemců. Všichni obyvatelé se hlásili k římskokatolické církvi.
| Rok            | 1869 | 1880 | 1890 | 1900 | 1910 | 1921 | 1930 | 1950 | 1961 | 1970 | 1980 | 1991 | 2001 | 2011 | 2021 |
| -------------- | ---- | ---- | ---- | ---- | ---- | ---- | ---- | ---- | ---- | ---- | ---- | ---- | ---- | ---- | ---- |
| Počet obyvatel | 701  | 676  | 634  | 604  | 589  | 564  | 562  | 153  | 96   | 40   | 20   | 10   | 17   | 12   | 25   |
| Počet domů     | 95   | 105  | 104  | 107  | 110  | 112  | 114  | 61   | -    | 9    | 6    | 6    | 7    | 7    | 7    |

| Rok            | 1869  | 1880  | 1890  | 1900  | 1910  | 1921  | 1930  | 1950 | 1961 | 1970 | 1980 | 1991 | 2001 | 2011 | 2021 |
| -------------- | ----- | ----- | ----- | ----- | ----- | ----- | ----- | ---- | ---- | ---- | ---- | ---- | ---- | ---- | ---- |
| Počet obyvatel | 1 416 | 1 411 | 1 262 | 1 185 | 1 127 | 1 111 | 1 057 | 174  | 96   | 40   | 20   | 10   | 17   | 12   | 25   |
| Počet domů     | 192   | 203   | 201   | 208   | 212   | 214   | 226   | 117  | -    | 9    | 6    | 6    | 7    | 7    | 7    |

## Obecní správa
Při sčítání lidu v letech 1850–1959 Vysoká byly samostatnou obcí, se kterým patřila nejprve do okresu Planá, ale v letech 1900–1950 v okrese Mariánské Lázně. V letech 1960–1978 byla osadou obce Stará Voda v okrese Cheb. Od 1. ledna 1979 do 23. listopadu 1990 byla částí města Lázně Kynžvart v okrese Cheb. Od 24. listopadu 1990 je opět částí obce Stará Voda v okrese Cheb.

## Pamětihodnosti
- Kostel Narození svatého Jana Křtitele[13]